# Condado de Phillips (Montana)
El condado de Phillips (en inglés: Phillips County), fundado en 1913, es uno de los 56 condados del estado estadounidense de Montana. En el año 2000 tenía una población de 4.601 habitantes con una densidad poblacional de 0,35 personas por km². La sede del condado es Malta.

## Geografía
Según la Oficina del Censo, el condado tiene un área total de 13 499 km² (5212,0 mi²), de la cual 13 313 km² (5140,2 mi²) es tierra y 189 km² (73,0 mi²) (1.39%) es agua.

### Condados adyacentes
- Condado de Blaine - oeste
- Condado de Fergus - suroeste
- Condado de Petroleum - sur
- Condado de Garfield - sureste
- Condado de Valley - este
- Lone Tree No. 18 (Saskatchewan) - norte
- Val Marie No. 17 (Saskatchewan) - norte

## Demografía
En el 2000 la renta per cápita promedia del condado era de $28,702, y el ingreso promedio para una familia era de $37,529. En 2000 los hombres tenían un ingreso per cápita de $25,132 versus $20,274 para las mujeres. El ingreso per cápita para el condado era de $15,058. Alrededor del 18.30% de la población estaba bajo el umbral de pobreza nacional.

## Comunidades

### Ciudad
- Malta

### Pueblos
- Dodson
- Saco

### Comunidades no incorporadas
- Whitewater
- Zortman
- Loring